# Guerre entre les Ases et les Vanes

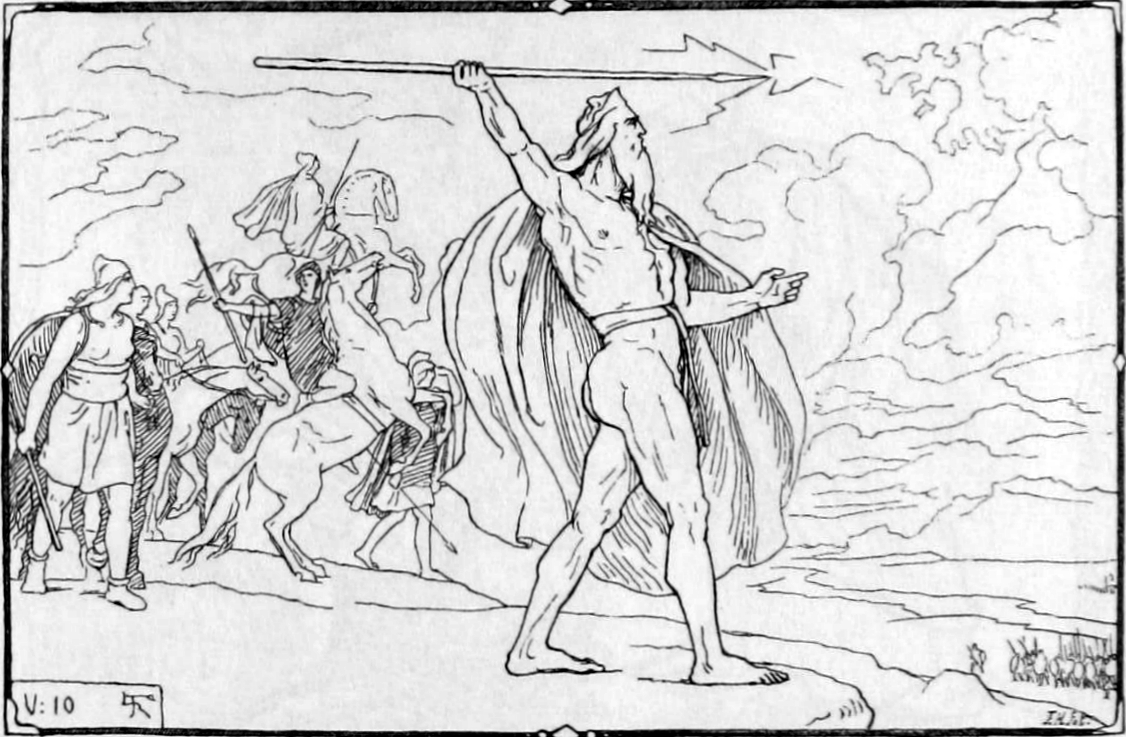
Odin brandit sa lance vers les Vanes, illustration réalisée par Lorenz Frølich en 1885.

Dans la mythologie nordique, la guerre entre les Ases et les Vanes est la première guerre de l'univers, opposant les deux groupes de dieux : les Ases et les Vanes. Cet affrontement n'ayant vu aucun vainqueur, elle s'est soldée par un échange d'otages en guise de paix et d'union. 
L'importance de cette guerre dans la mythologie ainsi que son historicité potentielle sont le sujet d'études universitaires, malgré les informations fragmentaires qui en subsistent encore aujourd'hui. La guerre est décrite dans le poème eddique Völuspá datant d'avant le XIIIe siècle, dans les Skáldskaparmál, une partie de l'Edda de Snorri datée du XIIIe siècle, ainsi que dans la Saga des Ynglingar du Heimskringla également écrite par Snorri Sturluson aux alentours de 1225.

## Mentions

### Edda poétique
La guerre entre les Ases et les Vanes n'est traitée que dans le poème Völuspá, aux strophes 21 à 24. Ce poème retranscrit les propos d'une voyante völva répondant aux questions du dieu Odin sur la cosmogonie et l'eschatologie. La voyante raconte la première bataille du monde qui commence lorsque les Ases tentent de tuer la magicienne Gullveig avec leurs lances et en la brulant trois fois, en vain puisqu'elle ressuscite chaque fois. Gullveig (dont le nom, « Ivresse d’or », pourrait renvoyer à la cupidité) était une sorcière et voyante habile, qui aidait les « méchantes femmes ». Alors les dieux se consultent pour déterminer s'ils paieront tribut aux Vanes en compensation pour Gullveig. Odin, chef des Ases, fait voler sa lance vers les Vanes ce qui commence la guerre :
| 24. Fleygði Óðinn ok í fólk um skaut, þat var enn fólkvíg fyrst í heimi; brotinn var borðveggr borgar ása, knáttu vanir vígská völlu sporna. | 24. Odinn fit voler la lance, Et tira parmi le peuple, Ce fut la première Bataille au monde ; Rompu fut le rempart Du royaume des Ases, Le champ resta Aux Vanes vainqueurs. |  |

### Edda de Snorri
Cette guerre est également évoquée au chapitre 4 de la partie Skáldskaparmál de l'Edda de Snorri, lorsque le géant Ægir invité à un banquet des Ases questionne le dieu Bragi sur l'origine de l'art de la poésie. Bragi mentionne alors la trêve conclue entre les Ases et les Vanes où ils crachent tous dans une même cuve et forment l'être des plus sages Kvasir avec leur salive. Kvasir est ensuite tué par des nains malfaisants, et son sang mélangé à du miel devient l'hydromel poétique, qui est récupéré par Odin qui l'offre alors aux Ases et aux vrais poètes.

### Saga des Ynglingar
Aux alentours de 1225, l'historien et poète islandais Snorri Sturluson rédige la Heimskringla, une histoire des rois de Norvège. La première partie de l'ouvrage, la Saga des Ynglingar, retrace les débuts de la dynastie royale suédoise dont sont issus les rois norvégiens. Pour ce faire Snorri a utilisé les sources mythologiques à sa disposition, et raconte une version fortement évhémériste des mythes nordiques ; ainsi, les dieux sont présentés comme des hommes. D'après le chapitre 2, Odin est un grand chef guerrier et magicien venu d'Asie (« Asaland ») qui est vénéré par ses hommes.
Le chapitre 4 de la Saga des Ynglingar raconte la guerre avec les Vanes qui habitent alors le « Vanaland ». Lorsqu'aucun camp n'obtient victoire, les deux peuples décident de faire la paix par un échange d'otages. Les Vanes offrent Niord, Freyr, et Kvasir, en échange des Ases Hœnir et Mímir. Les Vanes font alors de Hœnir leur chef, et Mimir le conseille sur toutes choses. Mais en l'absence de Mímir, Hœnir n'arrive pas à régler les cas difficiles. Se sentant trompés, les Vanes tuent Mímir et envoient sa tête aux Ases. Odin utilise alors sa magie pour préserver la tête vivante de Mímir, lui permettant de discuter avec elle et de bénéficier de ses conseils et de sa sagesse. Niord et Freyr deviennent quant à eux prêtres sacrificateurs chez les Ases, et la fille de Niord, Freyja, enseigne la sorcellerie des Vanes aux Ases.

## Interprétations
Le mythe, faiblement documenté, a fait l’objet de plusieurs hypothèses. Une première interprétation historique en fait le reflet d’un affrontement entre peuples : au deuxième millénaire avant Jésus-Christ, des Indo-Européens auraient combattu les autochtones sans parvenir à les soumettre, d’où une situation de coexistence culturelle que traduirait la présence de deux strates distinctes dans la mythologie nordique. Une autre lecture, illustrée notamment par Georges Dumézil, renvoie à un conflit social interne, l’opposition entre guerriers et paysans adeptes de la magie. Il est aussi possible d’y entendre l’écho d’une rixe rituelle, destinée à renforcer l’unité sociale.